# Louis de Mailly (1662–1699)
Louis de Mailly (* 1662; † 6. April 1699 in Paris), Comte de Mailly, aus dem Haus Mailly, war ein französischer Militär.
Er war Seigneur de Rubempré, de Rieux, de Haucourt, du Bolhard, du Coudray, de Bohain usw.

## Leben
Louis de Mailly wurde als vierter und jüngster Sohn von Louis-Charles de Mailly, Marquis de Nesle, und Jeanne de Monchy-Montcavrel geboren. Er ist der Bruder von Louis de Mailly, Marquis de Mailly et de Nesle-Montcavrel (1653–1688), Victor Augustin de Mailly (1655–1713), Bischof von Lavaur, François de Mailly (1658–1721), Kardinal-Erzbischof von Reims. Bereits in seinem Geburtsjahr bekam er den Titel eines Comte de Mailly. Später wurde er Menin des Dauphins, des Großvaters von Ludwig XV.
Louis de Mailly begann seine Karriere als Freiwilliger und diente bei der Belagerung von Luxemburg (1684). Am 27. September 1687 wurde er Colonel des Régiment de Bassigny-Infanterie. Er folgte dem Dauphin zu den Belagerungen von 1688 und 1689 und begleitete Jakob II. nach Brest, als der sich im März 1689 von hier aus nach Irland einschiffte. Am 24. April 1689 wurde er Colonel des Régiment Royal des Vaisseaux, mit dem er sich im Rahmen des Pfälzischen Erbfolgekriegs der Deutschlandarmee und anschließend der Flandernarmee anschloss. Im Frühjahr 1691 nahm er an der Belagerung von Mons und im Frühjahr 1692 an der Belagerung von Namur teil. Im April 1691 wurde er zum Brigadier befördert, im Februar 1692 zum Mestre de camp général der Dragoner und am 30. März 1693 zum Maréchal de camp des Armées du Roi. Er nahm an den Feldzügen von 1693 mit der Moselarmee und von 1694 in Flandern teil. 1695 schloss er sich dem katalanischen Kriegsschauplatz an, wo er am 1. Juni 1696 in einem Kampf mit der spanischen Kavallerie bei Hostalric an der Schulter verwundet wurde. Anschließend nahm er an der Belagerung von Barcelona (1697) teil.
Er starb am 6. April 1699 bei einem Pariser Bader an einer Esquinancie (Tonsillitis) im Alter von 37 Jahren.

## Ehe und Nachkommen
Er heiratete per Ehevertrag vom 7. Juli 1687 und persönlich am 9. Juli 1687 in der Schlosskapelle von Versailles Anne-Marie-Françoise de Sainte-Hermine, Tochter von Elie de Sainte-Hermine, Chevalier, Seigneur de Laigne, und Magdeleine de Valois de Villette. Sie war Dame d’honneur und Dame d’atours der Herzogin von Orléans Françoise Marie de Bourbon (1692–1696), von 1697 bis 1712 der Dauphine Maria Adelaide von Savoyen (1697–1712) und der Königin Maria Leszczyńska (1725–1731)., und starb am 6. November 1743 im Kloster Saint-Louis de Poissy, sie wurde 67 Jahre alt. Ihre Kinder sind:
- Françoise (* 30. August 1688; † 11. September 1742); ⚭ (1) (Ehevertrag 12. Juni 1700) Louis Phélypeaux (* 14. April 1672; † 7. September 1725), Marquis de La Vrillière, Tanlay et Châteauneuf, Comte de Saint-Florentin, Secrétaire d’État, Commandeur et Secrétaire des Ordres du Roi; ⚭ (2) 14. Juni 1731 Paul Jules de La Porte († 17. September 1731), Duc de Mazarin et de La Meilleraye, Pair de France
- Louis Alexandre III. (* 1694; † 30. Juli 1748), Comte de Mailly, Seigneur de Rubempré, de Rieux, d’Avicourt, de Bohain, de Brutelle, de Menneville, de La Motte, du Coudray etc., Capitaine lieutenant des Gendarmes Écossais du Roi, Commandant de la Gendarmerie de France; ⚭ (Ehevertrag 30. Mai 1726) Louise Julie de Mailly-Nesle (* 16. März 1710; † März 1751), seine Kusine, Mätresse des Königs Ludwig XIV., Tochter von Louis III. de Mailly, Marquis de Nesle, und Armande Félice de La Porte Mazarin (keine Nachkommen)
- Louise Françoise (* 1695; † 1767); ⚭ (Ehevertrag 10. Januar 1707 Jacques Antoine de Bauffremont (X 24. September 1710 bei der Belagerung von Aire (1710), 27 Jahre alt), Chevalier, Marquis de Clairvaux et de Listenais, Vicomte de Marigny, Baron de Montsaujeon, de Châteauneuf, d’Une, de Trune etc., Colonel des Régiment de Bauffremont dragons, 1709 Ritter im Orden vom Goldenen Vlies (Nr. 650) (Haus Bauffremont)
- Françoise (* 1695; † 1767[9]); ⚭ (Ehevertrag 9. Juli 1709) Scipion Sidoine Apollinaire Armand, Vicomte, dann Marquis de Polignac (* 5. Juni 1660; † 14. April 1739), Baron et Comte de Randon, Lieutenant général des Armées du Roi et de la Province de Languedoc, Gouverneur du Puy, Bruder des Kardinals Melchior de Polignac (Haus Chalençon)
- Louis V. (* 10. Dezember 1696; † 7. September 1767), Seigneur de La Borde, Comte de Rubempré, Marquis de Nesle (1721) et de Mailly, Comte de Bohain, Vicomte de Monchy-Lagache, Baron de Beaulieu, Athie, Freniche, Engoudsent, Seigneur de Maurup, Pargny etc., Prince d’Orange, Capitaine lieutenant des Gendarmes Écossais du Roi, Commandant de la Gendarmerie de France, Premier et Grand Écuyer de la Dauphine, Lieutenant-général des Armées du Roi, 1749 Chevalier des Ordres du Roi; ⚭ (Ehevertrag 29. Oktober 1731) Anne Françoise Elisabeth L’Arbaleste de Melun (* 1. November 1707; † 19. Januar 1775), Vicomtesse de Melun, Tochter von François Louis L’Arbaleste, Vicomte de Melun, und Marie Anne Moufle
- François, Malteserordensritter, 1726 Capitaine de Dragons, 15. März 1740 Colonel des Régiment de Mailly-dragons, trat 1744 zurück